# Visca
Visca – wieś w Rumunii, w okręgu Hunedoara, w gminie Vorța. W 2011 roku liczyła 341 mieszkańców.